# Al-Manathera District
Al-Manathera District är ett distrikt i Irak.   Det ligger i provinsen Najaf, i den centrala delen av landet, 170 km söder om huvudstaden Bagdad.
Följande samhällen finns i Al-Manathera District:
- Al Mishkhāb